# فرد ديفيس (مقدم تلفزيوني)
فرد ديفيس هو مقدم تلفزيوني كندي، ولد في 10 أغسطس 1921 في تورونتو في كندا، وتوفي بنفس المكان في 5 يوليو 1996 بسبب سكتة.

## وصلات خارجية
- فرد ديفيس على موقع IMDb (الإنجليزية)
- فرد ديفيس على موقع قاعدة بيانات الفيلم (الإنجليزية)